# Bahnhof Pratteln
Der Bahnhof Pratteln ist ein Eisenbahnknotenpunkt südöstlich von Basel und Trennungsbahnhof der SBB-Linien Basel–Olten (Hauensteinstrecke) und Basel–Zürich (Bözbergstrecke). Der Bahnhof wird hauptsächlich von den Linien S1 und S3 der S-Bahn Basel angefahren.

## Geschichte

Coop Verteilzentrum und Bahnhof, Luftbild (1967)

Im Jahr 1854 begannen die Bauarbeiten an der künftigen Stammlinie durch den Hauenstein, welche 1858 auf ganzer Linie eröffnet wurde.
Als Alternative zur 1858 eröffneten Hauensteinstrecke der Schweizerischen Centralbahn mit dem Umweg über Olten eröffnete die Bözbergbahn (BöB), ein gemeinschaftliches Unternehmen der Nordostbahn und der Centralbahn, am 2. August 1875 die 49 Kilometer lange Strecke von Pratteln über Rheinfelden durch das Fricktal und den 2'526 Meter langen Bözbergtunnel nach Brugg. Zwischen Basel und Pratteln benützten die Züge die Strecke der Centralbahn. Die Strecke wurde zunächst einspurig gebaut und später um ein zweites Gleis erweitert.
Nach langer Vorbereitungszeit wurde ab 1997 der Betrieb der Regio-S-Bahn Basel aufgenommen. Erste beiden Linien waren ab 1. Juni 1997 die über Pratteln führenden Linien S1 (Mülhausen – Basel SBB – Frick / Laufenburg) und S3 (Olten – Basel SBB – Laufen). Am 24. Mai 1998 wurde die Zugfolge auf der S1 verdichtet.
2004 wurde der Bahnhof Pratteln barrierefrei ausgebaut und modernisiert sowie die Anzahl der Schliessfächer erhöht.
Zum Fahrplanwechsel 2008/2009 im Dezember 2008 erhielt Pratteln mit Pratteln Salina Raurica eine zweite S-Bahn-Haltestelle, welche an der Bözbergstrecke liegt und ausschliesslich durch die S1 bedient wird.

## Gleisanlagen

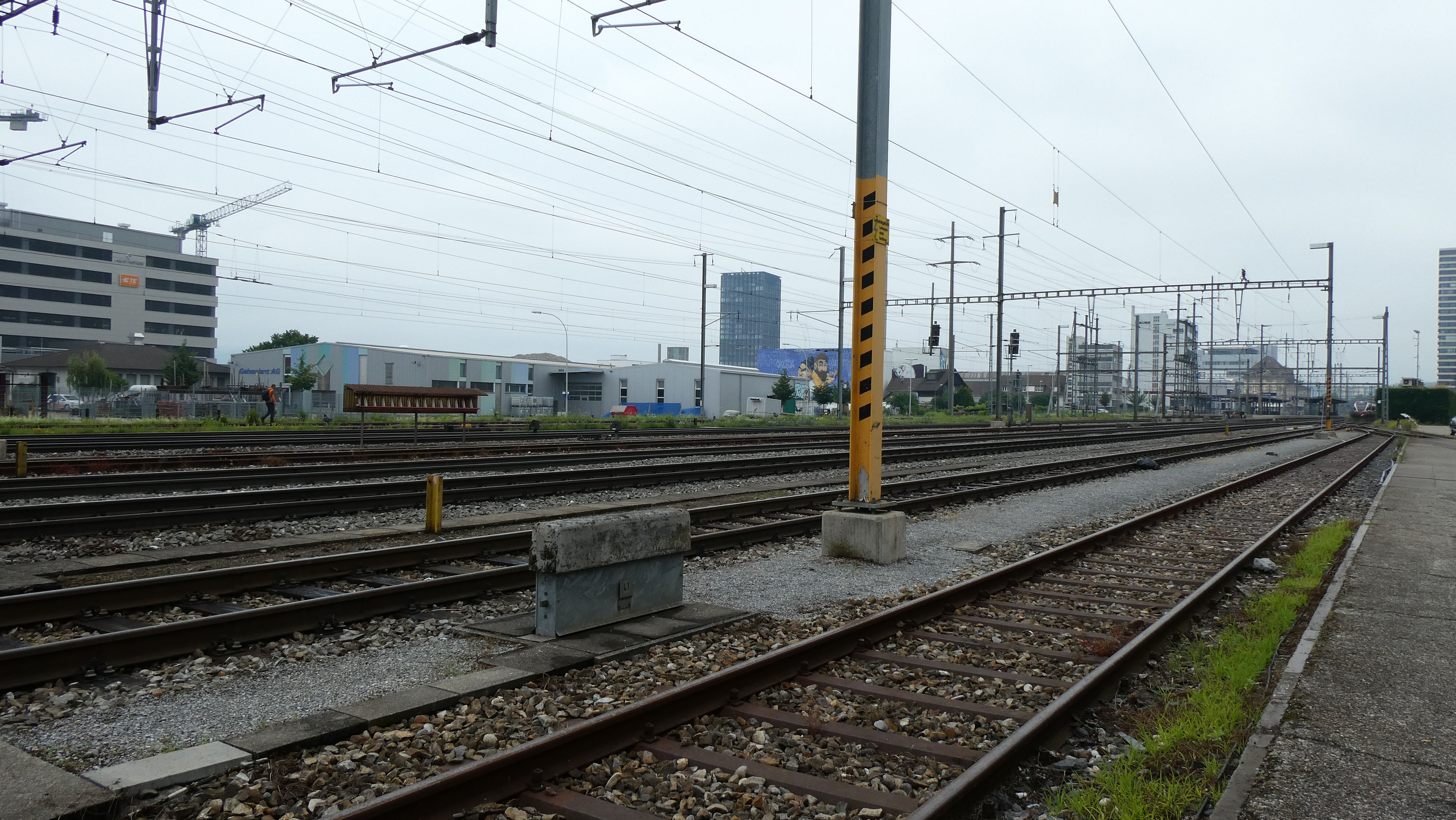
Gleisanlagen des Bahnhof Pratteln in Richtung Laufenburg/Liestal von Nord-Westen gesehen (2019)

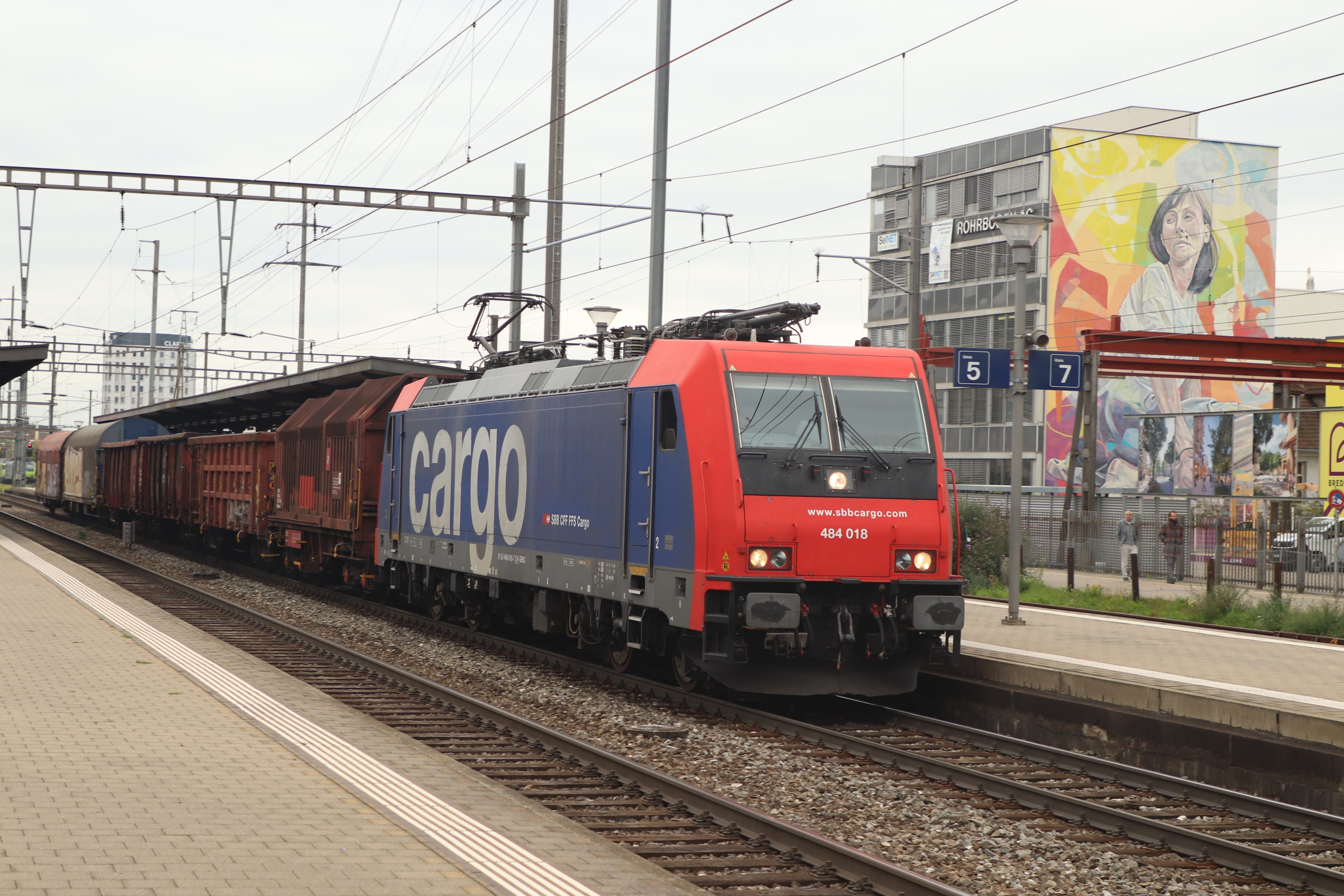
Güterzug auf Gleis 5, Wandbild an Verwaltungsgebäude der Wasenstrasse im Hintergrund (2022)

Der Bahnhof Pratteln besitzt insgesamt sechs durchgehende Gleise, von denen fünf Gleise einen Perron haben und vier im Regelverkehr genutzt werden.
Die Nummerierung beginnt auf der Nordseite am Empfangsgebäude.
- Gleis 1 ist ein Durchgangsgleis und liegt als Hausbahnsteig direkt vor dem Empfangsgebäude. Das Gleis dient den S-Bahn-Zügen auf der Linie S3 in Fahrtrichtung Basel SBB.
- Gleis 2 teilt sich mit Gleis 4 einen Inselbahnsteig. Heute halten hier die Züge der S-Bahn-Linie S3 in Richtung Olten.
- Gleis 4 ist ein Durchgangsgleis und liegt am Perron neben Gleis 2. Heute halten hier die S-Bahn-Züge der Linie S1 in Fahrtrichtung Basel SBB.
- Gleis 5 ist ein weiteres Durchgangsgleis und teilt sich mit Gleis 7 den äussersten Inselbahnsteig. Dieses Gleis dient den S-Bahnen der Linie S1 in Fahrtrichtung Frick / Laufenburg.
- Gleis 7 am äussersten Perron ist ein Durchgangsgleis und dient heute den Zügen ausschliesslich als Ausweichgleis.
- Gleis 8 ist das äusserste Durchgangsgleis. Dieses besitzt als einziges Gleis keinen Perron. Es wird vereinzelt als Abstell- oder Durchfahrtsgleis für Güterzüge genutzt.

## Verbindungen
Pratteln liegt im Tarifgebiet des Tarifverbundes Nordwestschweiz (TNW).
Täglich verkehren über den Bahnhof Pratteln rund 180 Züge, von denen nahezu alle S-Bahn-Züge sind.

### Fernverkehr
Seit der Eröffnung des Adlertunnels im Jahr 2000 umfahren die Fernverkehrszüge von und nach Olten den Bahnhof. Auch alle Fernverkehrszüge in Richtung Zürich fahren ohne Halt in Pratteln durch.
Mit zwei einzelnen InterRegio-Zügen in Fahrtrichtung Basel SBB ist der Bahnhof Pratteln trotzdem an das nationale Fernverkehrsnetz angeschlossen. Diese Züge kommen aus Richtung Zürich über die Bözbergstrecke.
- 36 Basel SBB – Brugg AG – Zürich HB (– Zürich Flughafen)

### S-Bahn-Verkehr
Die Linien S1 und S3 der S-Bahn Basel verzweigen sich nach dem Bahnhof Pratteln in Richtung Stein-Säckingen bzw. Olten. Da beide Linien ein recht grosses Fahrgastaufkommen erzielen, verkehren beiden auf Teilstrecken durchgehend im Halbstundentakt (die S1 zwischen Basel SBB und Stein-Säckingen, die S3 zwischen Olten und Laufen). Da beide Linien zwischen Basel SBB und Pratteln verkehren, entsteht auf diesem Ast durch die Überlagerung der beiden Linien ein ungerader Viertelstundentakt. Während der Stosszeiten werden auf beiden Strecken zusätzliche Züge eingesetzt. Diese verkehren dann nur zwischen Basel SBB und Stein-Säckingen bzw. zwischen Olten und Basel.
- S 1 Basel SBB – Rheinfelden – Stein-Säckingen – Frick / Laufenburg
- S 3 Porrentruy – Delémont – Laufen – Basel Dreispitz – Basel SBB – Liestal – Sissach – Olten

### Busverkehr
Auf dem südlichen Bahnhofsvorplatz befinden sich zwei Bushaltestelle, welche von zwei Buslinien der Autobus AG Liestal (AAGL) bedient werden:
- 80 Liestal, Bahnhof – Liestal, Kantonsspital – Füllinsdorf, Schönthal – Pratteln, Bahnhof – Muttenz, Schweizerhalle – Basel, Aeschenplatz
- 83 Kaiseraugst – Augst – Pratteln, Bahnhof – Pratteln, Wanne

Auf der nördlichen Seite des Bahnhofs halten die folgenden zwei Buslinien:
- 82 Grüssen Zentrum – Pratteln, Bahnhof – Pratteln, Breiti – Pratteln, Altersheim (– Pratteln, Friedhof Blözen) (AAGL)
- 85 (Pratteln, Bahnhof – Kaiseraugst, Liebrüti–) Augarten, Zentrum – Rheinfelden, Bahnhof (Postauto)

### Tramverkehr
Etwa 200 Meter südlich des Bahnhofs befindet sich die Haltestelle Bahnhofstrasse der Trambahnstrecke Basel – Pratteln, welche vom Tram 14 der BVB bedient wird.
- 14 Pratteln, Schlossstrasse – Pratteln, Bahnhofstrasse – Muttenz, Dorf – Basel, St. Jakob – Aeschenplatz – Barfüsserplatz – Schifflände – Claraplatz – Messeplatz – Dreirosenbrücke